# نيكو كاريرا
نيكو كاريرا (بالإنجليزية: Nico Carrera) هو لاعب كرة قدم أمريكي في مركز الدفاع، ولد في 5 يونيو 2002 في باتشوكا في المكسيك. لعب مع نادي نورث تكساس.